# Napialus hunanensis
Napialus hunanensis är en fjärilsart som beskrevs av Chu och Wang 1985. Napialus hunanensis ingår i släktet Napialus och familjen rotfjärilar. Inga underarter finns listade i Catalogue of Life.